# Sison costatus
Sison costatus är en flockblommig växtart som först beskrevs av Stephen Elliott, och fick sitt nu gällande namn av Amos Eaton. Sison costatus ingår i släktet höstpersiljor, och familjen flockblommiga växter. Inga underarter finns listade i Catalogue of Life.